# Volo Pan Am 816
Il volo Pan Am 816 era un volo internazionale da Auckland, Nuova Zelanda, a San Francisco, California, con scalo a Tahiti, nella Polinesia francese, e Los Angeles. L'aereo in questione era un Boeing 707-321B della Pan Am registrato come N417PA e denominato Clipper Winged Racer. Il 22 luglio 1973, alle 22:06 ora locale, il Boeing 707 decollò dall'aeroporto Internazionale Tahiti Faa'a a Papeete. Trenta secondi dopo il decollo il Boeing, che trasportava 79 passeggeri ed equipaggio, si schiantava in mare.

## L'equipaggio
Il pilota era Robert M. Evarts di Grass Valley, 59 anni, con 25.275 ore di volo. Il copilota di Evarts era Lyle C. Havens, 59 anni, di Medford, con 21.575 ore di volo. L'ingegnere di volo era Isaac N. Lambert, 34 anni, di Danville, (9.134 ore di volo). Il navigatore era Frederick W. Fischer, 32 anni, di Rochester. Aveva 3.961 ore di volo.

## L'incidente
Quando l'aereo aveva raggiunto un'altitudine di 300 piedi (91 m), iniziò a scendere, virando a sinistra. L'angolo di virata sempre più eccessivo fece schiantare il 707 in mare e affondare al largo di Papeete. Poiché la svolta era stata effettuata di notte verso il mare, non erano disponibili riferimenti visivi.
L'unico sopravvissuto all'incidente fu un cittadino canadese. Quando lo interrogarono disse che non aveva alcuna memoria dell'incidente, che si era "svegliato" in acqua. Molte navi private sono salpate dal porto di Papeete quella notte, e altre si sono unite alle prime luci per aiutare nella ricerca dei sopravvissuti. Riuscirono a recuperare soltanto i corpi di diversi assistenti di volo.
Sebbene non sia stata determinata alcuna causa ufficiale, si ritiene che un guasto alla strumentazione durante la virata in uscita possa aver contribuito all'incidente. Le speculazioni all'epoca si concentrarono anche su una rottura del parabrezza, nonché su un malfunzionamento dell'orizzonte del giroscopio. Si ritiene che il registratore vocale della cabina di pilotaggio e il registratore dei dati di volo siano affondati in 700 m d'acqua e non siano mai stati recuperati.